# Maratona d'autunno
Maratona d'autunno (in russo Осенний марафон?, Osennij marafon) è un film del 1979 diretto da Georgij Danelija.

## Riconoscimenti
- Festival Internazionale del Cinema di San Sebastián
  - Concha de Oro